# Radical 155
El radical 155, representado por el carácter Han 赤, es uno de los 214 radicales del diccionario de Kangxi. En mandarín estándar es llamado 赤部, (chì bù, ‘radical «rojo»’); en japonés es llamado 赤部, せきぶ (sekibu), y en coreano 적 (jeok).
El radical 155 aparece siempre en el lado izquierdo de los caracteres que clasifica (por ejemplo, en 赥). Los caracteres clasificados bajo el radical «rojo» suelen tener significados relacionados con dicho color. Como ejemplo de lo anterior están 赧, ‘rubor’; 赫, ‘brillante’; 赭, ‘ocre’.

## Nombres populares
- Mandarín estándar: 赤, chì, ‘rojo’.
- Coreano: 붉을적부, bulgeul jeok bu, ‘radical jeok-rojo’.
- Japonés:　赤（あか）, aka, ‘rojo’; 赤偏（あかへん）, akahen, ‘«rojo» en el lado izquierdo del carácter’.[1]
- En occidente: radical «rojo».

## Galería
| Estilos antiguos                                 | Estilos antiguos                  | Estilos antiguos                        | Estilos antiguos                   | Estilos antiguos                   | Estilos empleados actualmente       | Estilos empleados actualmente  | Estilos empleados actualmente    | Estilos empleados actualmente   | Estilos empleados actualmente  |
|                                                  |                                   |                                         |                                    |                                    |                                     | 赤                             | 赤                               |                                 |                                |
| 甲骨文 jiǎgǔwén (escritura de huesos oraculares) | 金文 jīnwén (escritura de bronce) | 简帛 jiǎnbó (escritura de bambú y seda) | 篆文 zhuànwén (escritura de sello) | 篆文 zhuànwén (escritura de sello) | 隸書 lìshū (estilo de los escribas) | 楷書 kǎishū (estilo regular)   | 楷書 kǎishū (estilo regular)     | 行書 xǐngshū (estilo corriente) | 草書 cǎoshū (estilo de hierba) |
| 甲骨文 jiǎgǔwén (escritura de huesos oraculares) | 金文 jīnwén (escritura de bronce) | 简帛 jiǎnbó (escritura de bambú y seda) | 大篆 dàzhuàn (sello grande)        | 小篆 xiǎozhuàn (sello pequeño)     | 隸書 lìshū (estilo de los escribas) | 繁體／繁体 fántǐ (tradicional) | 简体／簡體 jiǎntǐ (simplificado) | 行書 xǐngshū (estilo corriente) | 草書 cǎoshū (estilo de hierba) |

## Caracteres con el radical 155
| trazos | carácter |
| ------ | -------- |
| + 0    | 赤       |
| + 4    | 赥 赦    |
| + 5    | 赧       |
| + 6    | 赨 赩 赪 |
| + 7    | 赫       |
| + 9    | 赬 赭 赮 |
| + 10   | 赯       |